# Oratorio di San Gherardo
L'oratorio di San Gherardo era un edificio religioso situato ad Istia d'Ombrone, frazione del comune di Grosseto. La sua ubicazione era all'interno delle mura di Istia d'Ombrone, lungo il vicolo dei Battenti, presso il complesso dello Spedale dei Battenti.

## Storia e descrizione
Di origini medievali, l'edificio religioso fu costruito probabilmente poco prima della metà del Trecento, periodo in cui era già attestata la presenza dello spedale, che all'epoca era intitolato a San Bernardino. Le funzioni svolte erano direttamente correlate all'attività della struttura assistenziale, ma nel 1639 risultava già andato in rovina, tanto da essere precocemente chiuso. Durante i secoli successivi la struttura fu inglobata nel tessuto urbano del centro storico di Istia d'Ombrone, entro il quale è andata perduta ogni traccia.
Dell'oratorio di San Gherardo è stato possibile identificare il luogo di ubicazione e la sua storia, grazie alla cartografia d'epoca e ai numerosi documenti storici correlati con l'attività del complesso assistenziale presso il quale sorgeva. L'edificio religioso si presentava a pianta rettangolare e ad aula unica priva di area absidale.